# Gaten Matarazzo
Gaetano John "Gaten" Matarazzo III (Little Egg Harbor Township, 8 september 2002) is een Amerikaans acteur die bekend geworden is door zijn rol als Dustin in de Netflixserie Stranger Things.

## Carrière
Matarazzo begon zijn carrière op Broadway. Hij speelde Benjamin in Priscilla, Queen of the Desert en Gavroche in Les Misérables. Sinds 2016 speelt hij Dustin Henderson in de populaire Netflixserie Stranger Things.

## Dysplasie
Matarazzo kampt met een zeldzame aandoening, genaamd Dysostosis cleidocranialis. Deze aandoening deelt hij met zijn Stranger Things-personage Dustin. Hij draagt hiervoor een prothese en gebruikt zijn bekendheid om bewustwording voor deze aandoening te creëren.

## Rollen

### Series
| Jaar       | Titel                              | Rol              | Note                                  |
| ---------- | ---------------------------------- | ---------------- | ------------------------------------- |
| 2015       | The Blacklist                      | Finn             | Episode: "The Kenyon Family (No. 71)" |
| 2016-heden | Stranger Things                    | Dustin Henderson | Hoofdrol: 34 afleveringen             |
| 2019-2021  | Prank Encounters                   | Zichzelf         | Hoofdrol: 15 afleveringen             |
| 2024       | LEGO Star Wars: Rebuild the Galaxy | Sig Greebling    | Hoofdrol: 4 afleveringen              |

### Films
| Jaar | Titel                   | Rol              |
| ---- | ----------------------- | ---------------- |
| 2019 | The Angry Birds Movie 2 | Bubba (stem)     |
| 2022 | Honor Society           | Michael Dipnicky |

### Musicals
| Jaar | Titel                          | Rol                      | Locatie                         |
| ---- | ------------------------------ | ------------------------ | ------------------------------- |
| 2011 | Priscilla, Queen of the Desert | Benjamin                 | Palace Theatre, Broadway        |
| 2014 | Les Misérables                 | Gavroche / Petit Gervais | Imperial Theatre, Broadway      |
| 2019 | Into The Woods                 | Jack                     | Hollywood Bowl                  |
| 2022 | Sweeney Todd                   | Tobias                   | Lunt-Fontanne Theatre, Broadway |

## Prijzen
| Jaar | Prijs                      | Categorie                                                | Genomineerd werk | Uitslag  | Referenties |
| ---- | -------------------------- | -------------------------------------------------------- | ---------------- | -------- | ----------- |
| 2017 | Screen Actors Guild Awards | Outstanding Performance by an Ensemble in a Drama Series | Stranger Things  | Gewonnen | [ 5 ]       |
| 2017 | Shorty Awards              | Best Actor                                               | Stranger Things  | Gewonnen | [ 6 ]       |
| 2018 | Screen Actors Guild Awards | Outstanding Performance by an Ensemble in a Drama Series | Stranger Things  | Gewonnen |             |